# Cathay Pacific
Cathay Pacific («Катэ́й Паси́фик» кит. трад. 國泰航空公司, упр. 国泰航空公司) — флагманская авиакомпания Гонконга. Базируется в Международном аэропорту Гонконга, осуществляет регулярные пассажирские и грузовые перевозки по 109 направлениям в 35 странах. 9-я крупнейшая авиакомпания по международным пассажирским перевозкам и вторая по грузовым. На конец 2022 года флот компании насчитывал 222 самолёта. Включает дочерние авиакомпании HK Express (бюджетные пассажирские перевозки) и Air Hong Kong (экспресс-доставка грузов для DHL).
Cathay Pacific — одна из шести авиакомпаний мира, имеющих пятизвёздочный рейтинг Skytrax. Cathay Pacific является членом альянса Oneworld. Управляющей компанией является Swire Group.

## История

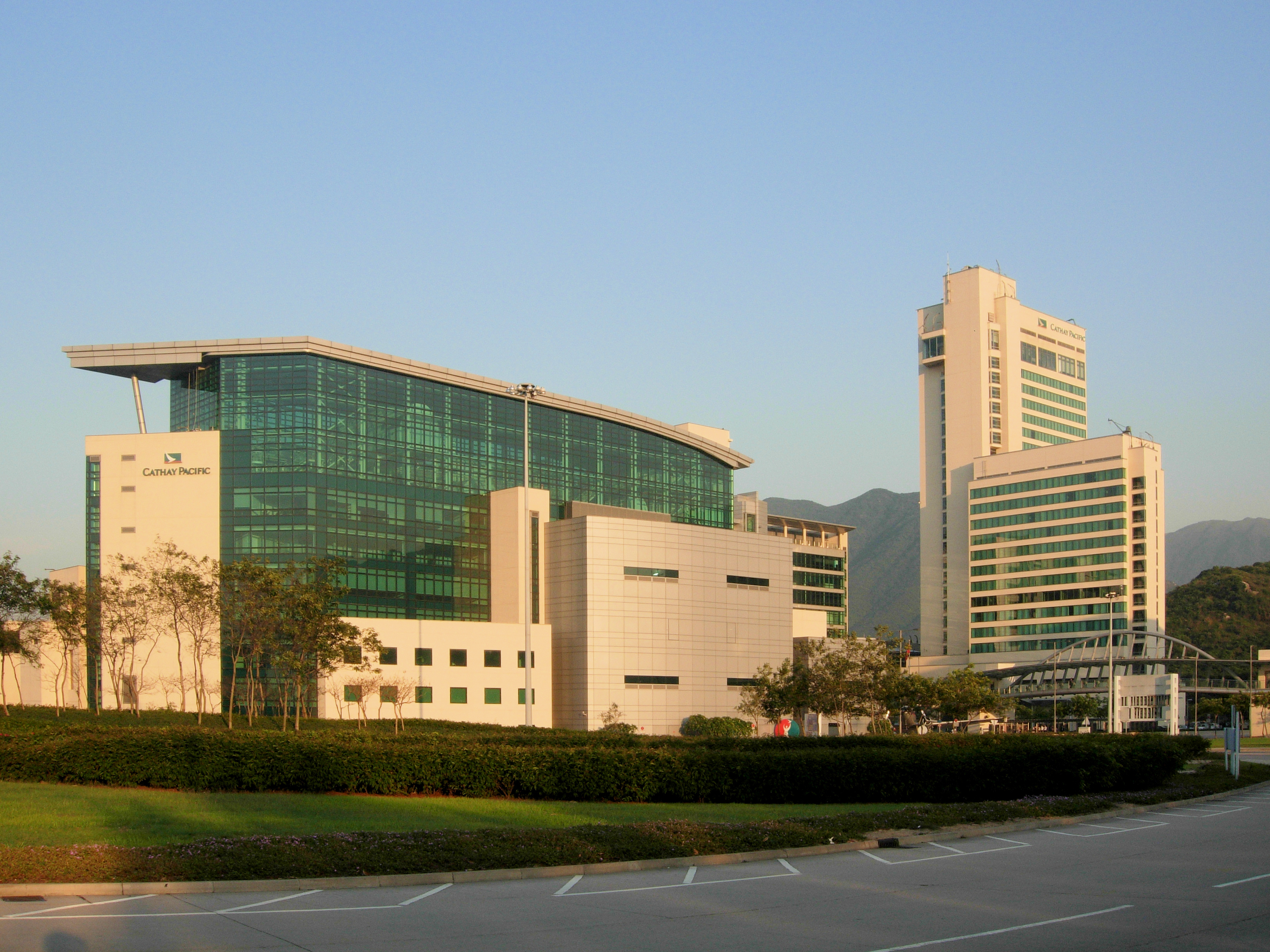
Штаб-квартира авиакомпании

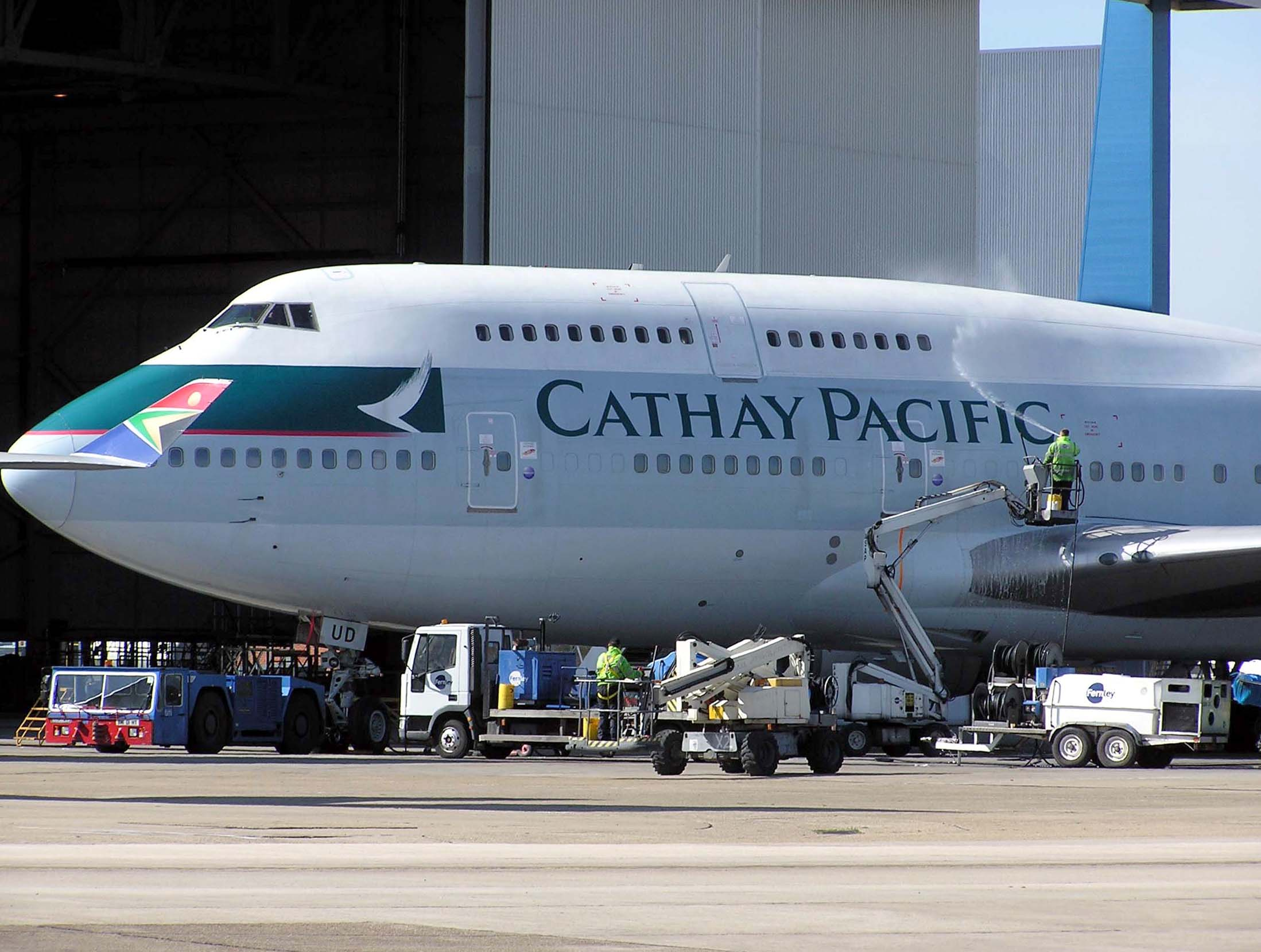
Boeing 747—400 Cathay Pacific в аэропорту Хитроу

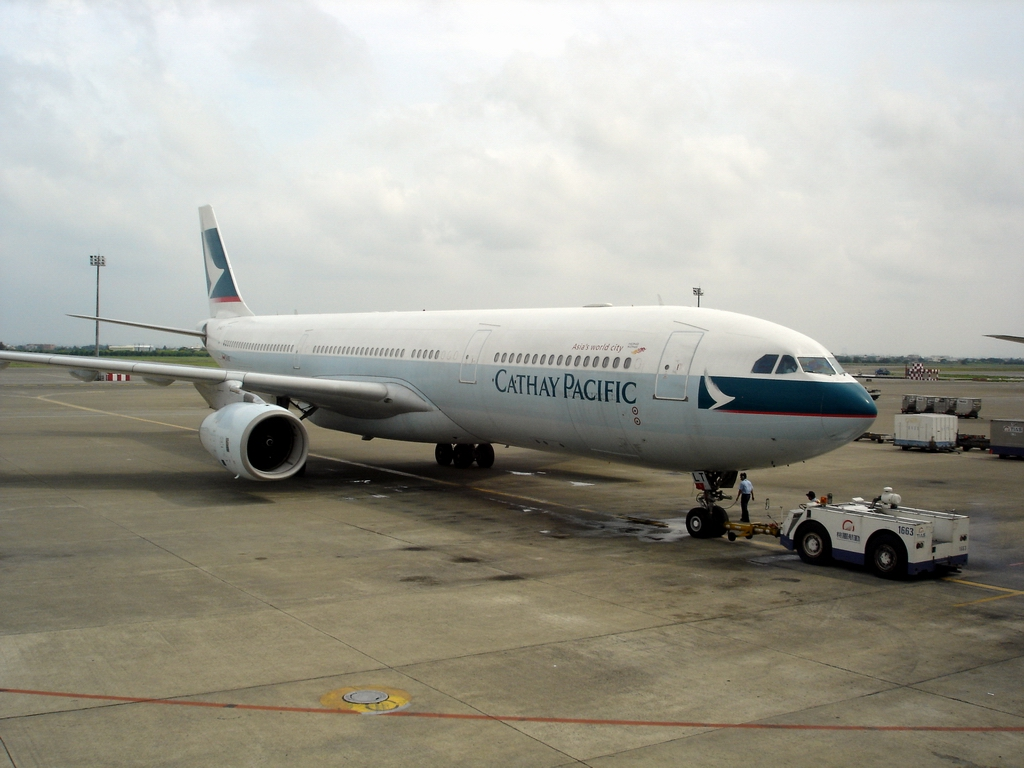
Airbus A330-300 в Международном аэропорту Тайвань Таоюань

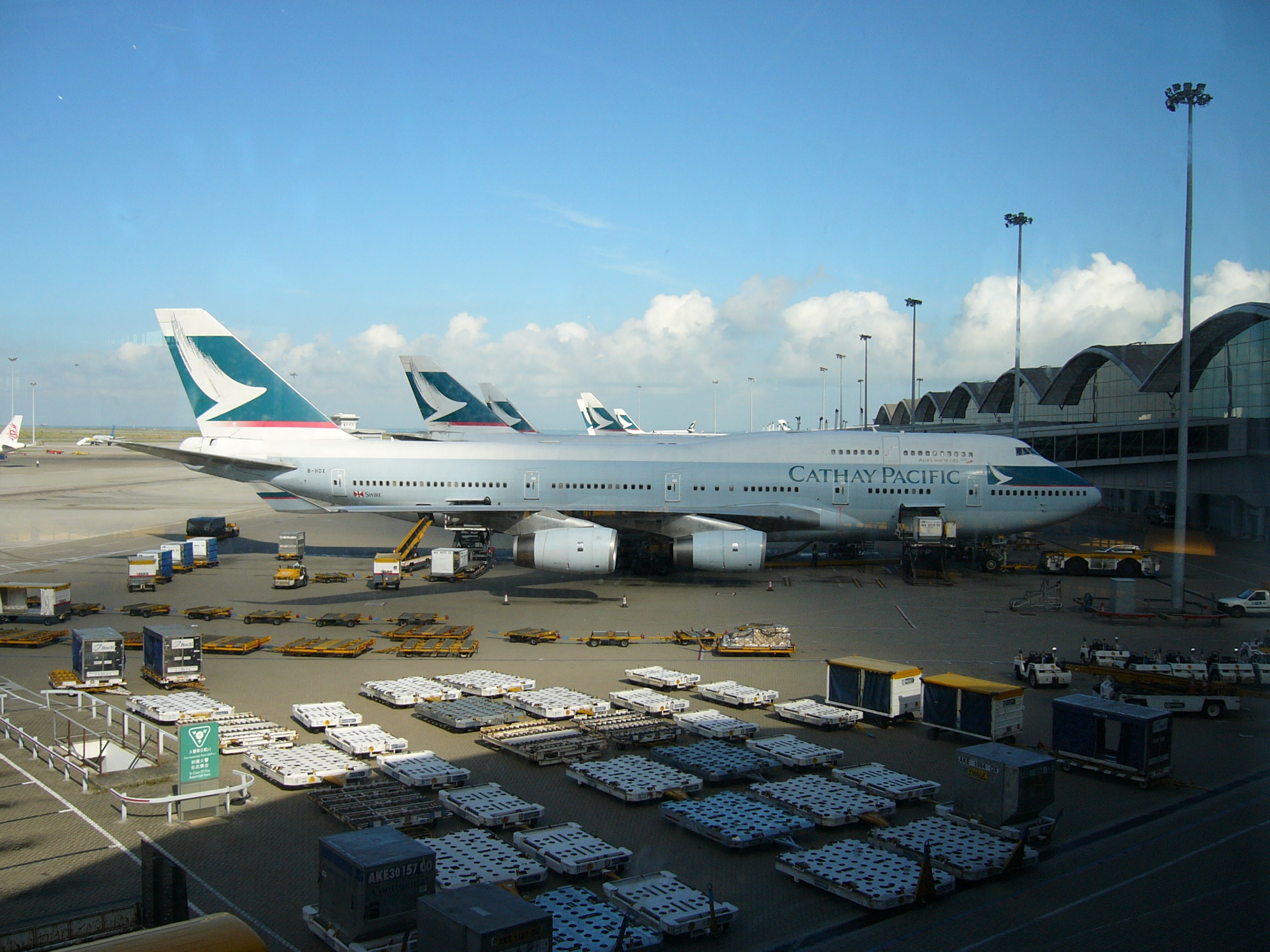
Самолёт Cathay Pacific в Международном аэропорту Гонконга

### Ранние годы
Cathay Pacific была основана в Гонконге 24 сентября 1946 года американцем Роем Фарреллом и австралийцем Сиднеем де Канцов. Они оба были бывшими пилотами ВВС, служили во время Второй мировой войны в Гималаях. Первоначально авиакомпания базировалась в Шанхае, позднее партнёры переехали в Гонконг, где официально Cathay Pacific начала свою деятельность. Название «Cathay» — одно из средневековых названий Китая, производное от «Khitan», а слово «Pacific» в названии связано с тем, что Фаррелл одной из целей компании ставил перелёты через Тихий океан (англ. Pacific ocean). Китайское название компании совпадает с идиомой, имеющей значение «Великое и мирное государство».
Согласно корпоративной легенде идея авиакомпании пришла к Фарреллу во время беседы в баре отеля Манила с иностранными корреспондентами. Первый рейс самолёт Cathay Pacific, Douglas DC-3, названный Бетси, на борту которого находились оба партнёра, совершил по маршруту Гонконг-Манила-Шанхай. В начале деятельности основными назначениями авиакомпании были Гонконг, Сидней, Манила, Сингапур, Шанхай и Кантон, однако регулярные рейсы выполнялись только между Бангкоком, Манилой и Сингапуром.
Поскольку закон не позволял небританцам владеть контрольными пакетами акций компаний, зарегистрированных в Гонконге, Фаррелл и де Канцов привлекли в качестве партнёра ведущую гонконгскую торговую компанию Butterfield & Swire. Для Swire авиакомпания Cathay Pacific должна была составить конкуренцию Hong Kong Airways, принадлежавшей Jardine Matheson (но в том же году она была поглощена British Airways). Новая авиакомпания начала деятельность 1 июля 1948 года и была зарегистрирована как Cathay Pacific (1948) Ltd 18 октября 1948 года. Фаррелл покинул компанию в 1948 году, а де Канцов в 1951 году, таким образом на время доля Swire достигла 100 %. В начале 1950-х годов авиакомпания несла убытки, и в 1953 году 30-процентная доля в ней была продана Peninsular and Oriental Steam Navigation Company. В 1958 году гонконгский аэропорт Каи Так открыл новую взлётно-посадочную полосу длиной 2545 м, что позволило начать эксплуатацию более крупных самолётов Douglas DC-6. Hong Kong Airways в течение 1950-х годов несла убытки и в 1959 году была продана Cathay Pacific.
В 1959 году компания начала полёты по маршруту из Гонконга в Сидней, но тут же встретила жёсткую конкуренцию со стороны австралийской авиакомпании Qantas, и в 1961 году отказалась от этого маршрута и умерила свои трансконтинентальные амбиции, сосредоточившись на азиатском рынке. В 1964 году был приобретён первый реактивный самолёт (Convair 880) и начались международные рейсы в Японию. В 1970-х Cathay Pacific внедрила компьютерную систему резервирования и лётные симуляторы. В 1974 году парк самолётов пополнился Boeing 707 и были возобновлены рейсы в Сидней, в 1976 году начаты полёты в Бахрейн и Дубай. В 1979 году Cathay Pacific приобрела первый Boeing 747 и запросила разрешение на осуществление рейсов в Лондон (лицензия была получена в июне 1980 года). В 1981 году было перевезено 3 млн пассажиров и 97 тысяч т грузов по 23 направлениям, включая беспосадочный рейс из Гонконга в Лондон за 14 часов. В 1983 году был открыт рейс в Ванкувер, где находится одна из крупнейших китайских диаспор.
В 1986 году Cathay Pacific стала публичной компанией; ввиду приближения даты передачи Гонконга под контроль КНР, Swire начала сокращать свою долю в авиакомпании, значительным акционером стала китайская инвестиционная компания CITIC (12,5 %). В январе 1990 года Cathay Pacific и её материнская компания Swire Pacific приобрели крупный пакет акций Dragonair и 60 % акций грузовой авиакомпании Air Hong Kong. В начале 1990-х чистая прибыль Cathay Pacific составляла около HK$3 млрд в год (в то время как многие американские и европейские авиакомпании несли убытки), компания внесла около HK$1 млрд в строительство нового международного аэропорта Чхеклапкок, включавшего также новую штаб-квартиру компании, общая стоимость проекта составила HK$13 млрд Была начата программа модернизации флота стоимостью $9 млрд, в результате чего Cathay Pacific получила один из самых молодых флотов мира. В 1996 году CITIC увеличила свою долю до 25 %, а Swire Group сократила свою долю до 44 % (за счёт эмиссии новых акций).
В 1997 году Великобритания передала управление Гонконгом КНР. Большая часть самолётов Cathay Pacific были зарегистрированы в Гонконге и имели номер регистрации с индексом «VR». По условиям договора с британско-китайской Joint Liaison Group (JLG) в декабре 1997 года регистрация была изменена, появился префикс «B», который использовали КНР и Тайвань. Также британский флаг на хвостах самолётов был заменён логотипом компании. В 1998 году компания впервые с 1950-х годов показала убытки, что было вызвано азиатским финансовым кризисом, списанием старых самолётов и расходами на строительство штаб-квартиры Cathay City, открытой в 1999 году. В сентябре 1998 года Cathay Pacific стала членом-основателем альянса Oneworld, совместно с American Airlines и British Airways.

### Дело 49-ти

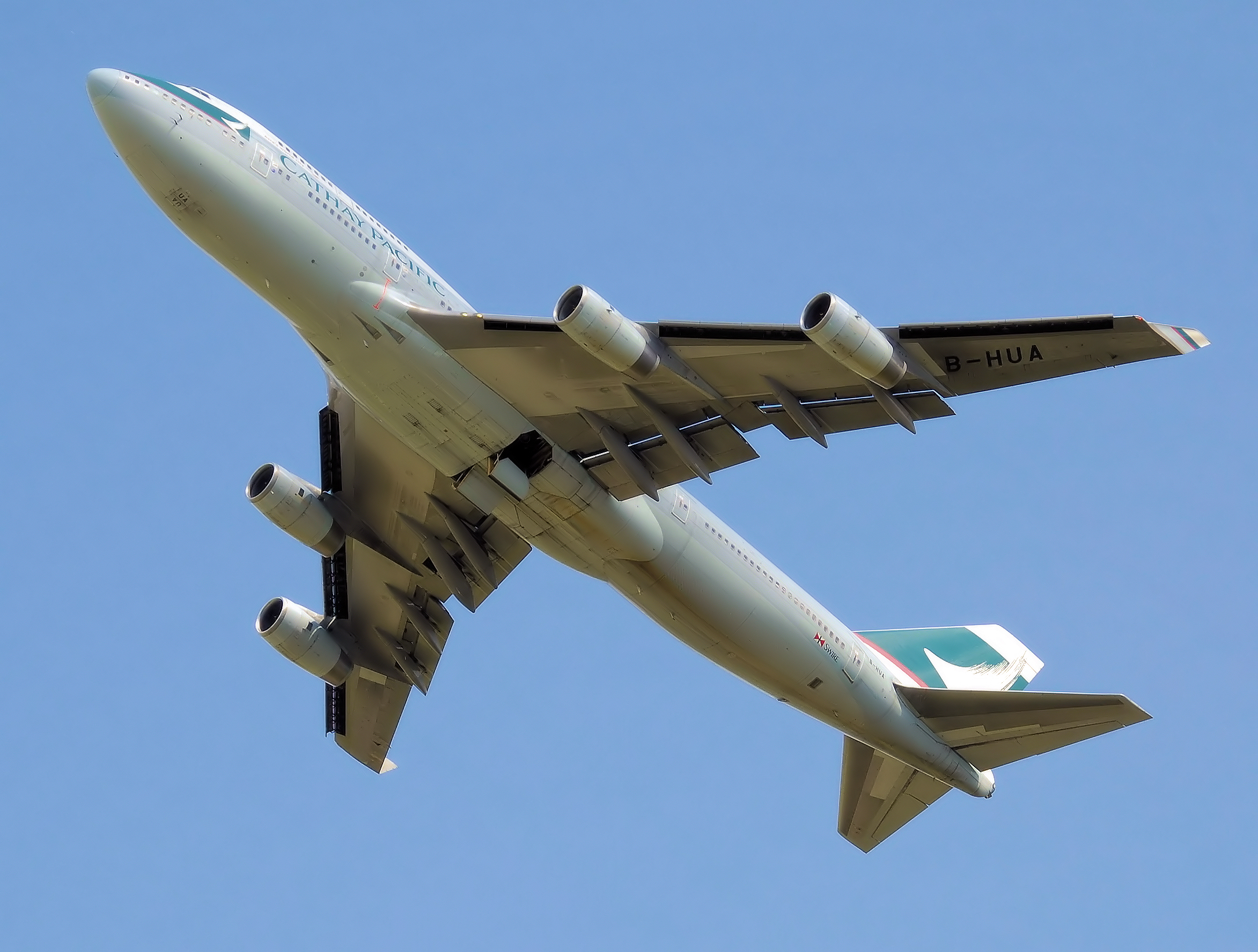
Взлетает Boeing 747-400

9 июля 2001 года Cathay Pacific уволила 49 из 1500 пилотов; с этого события началось так называемое «дело 49-ти» (однако общее количество уволенных составило 62 человека). Половина уволенных были первыми пилотами, или 5 % от общей пилотской группы. Из 21 руководителей профсоюза пилотов (HKAOA) было уволено 9, включая четырёх из семи переговорщиков. Впоследствии Cathay предложил 49 пилотам, уволенным в 2001 году возможность вернуться на работу в грузовое подразделение, однако предварительно они должны были пройти интервью и психометрическое тестирование. 19 человек приняли предложение, 12 вернулись на работу.

### Поглощение и реорганизация Dragonair
9 июня 2006 года Cathay Pacific приобрёл полный пакет акций Dragonair, однако эта авиакомпания продолжила работу под своей старой торговой маркой. Air China и её подразделение, CNAC Limited, приобрела 17,5 % акций Cathay Pacific, а Cathay Pacific удвоила свою долю в Air China до 20 %. CITIC уменьшила пакет до 17,5 %, а Swire уменьшила свою долю до 40 %.
Dragonair первоначально планировала развитие сети международных авиаперевозок. Она уже осуществляла рейсы в Бангкок и Токио, флот в 2009 году должен был увеличиться до 9 747-400BCF, новые рейсы должны были открыться в Нью-Йорк, Лос-Анджелес, Чикаго, Сан-Франциско и Коламбус. Кроме того были приобретены три 3 A330-300 для рейсов в Сеул и Сидней.
Однако к 2009 эти планы не были осуществлены. Начался процесс ликвидации грузового подразделения авиакомпании, прекратились рейсы в Бангкок и Токио. Непосредственным следствием поглощения Cathay стало сокращение операций и штата Dragonair. В 2006 в Dragonair работало 3894 человек, к ноябрю 2008 года численность персонала снизилась до 2598.
В 2019 году за HK $4,93 млрд была куплена гонконгская авиакомпания HK Express.
С началом пандемии коронавируса пассажирские перевозки, на которые приходилось две трети выручки Cathay Pacific, были практически прекрашены, дочерняя компания Dragonair была упразднена. Для спасения Cathay Pacific от банкротства правительство Гонконга приобрело на 19,5 млрд гонконгских долларов привилегированных акций компании, получив таким образом 6-процентную долю в её акционерном капитале, а также выделило кредит в 7,8 млрд гонк. долл.

## Руководство
- Патрик Хили (Patrick Healy) — исполнительный председатель совета директоров Cathay Pacific Airways с ноября 2019 года, также председатель Swire Coca-Cola и член советов директоров Swire Group и Air China. В John Swire & Sons с 1988 года[17].
- Рональд Лам Сиупо (Ronald Lam Siu-por) — главный исполнительный директор с ноября 2022 года, в компании с 1996 года[3][18].

## Деятельность
Основным регионом деятельности является Гонконг, материковый Китай и Тайвань, на них в 2022 году пришлось 68 % выручки авиакомпании, далее следуют Америка (9 %), Япония и Корея (5 %), Европа (5 %), Юго-Восточная Азия (8 %), юго-западная часть Тихого океана (2 %), юг Азии, Ближний Восток и Африка (в сумме 2 %). На пассажирские перевозки пришлось 28 % выручки, грузовые перевозки — 60 %, остальное дали другие услуги.
Парк компании по состоянию на 2022 год насчитывал 222 самолёта, из них 121 собственный, остальные арендованы. Из этого числа на дочернюю бюджетную авиакомпанию HK Express приходилось 26 самолётов, а на грузовую Air Hong Kong — 15, остальные непосредственно у Cathay Pacific.
|                     | 2001…  | 2006…  | 2011  | 2012  | 2013  | 2014  | 2015  | 2016   | 2017   | 2018  | 2019  | 2020   | 2021   | 2022   |
| ------------------- | ------ | ------ | ----- | ----- | ----- | ----- | ----- | ------ | ------ | ----- | ----- | ------ | ------ | ------ |
| Оборот              | 31,99… | 60,78… | 98,41 | 99,38 | 100,5 | 106,0 | 102,3 | 92,75  | 97,28  | 111,1 | 107,0 | 46,93  | 45,59  | 51,04  |
| Чистая прибыль      | 0,699… | 4,272… | 5,466 | 1,074 | 2,904 | 3,450 | 6,308 | -0,274 | -0,888 | 2,777 | 1,691 | -21,65 | -5,526 | -6,547 |
| Собственный капитал | 31,40… | 45,54… | 54,77 | 56,14 | 63,01 | 51,85 | 48,07 | 55,53  | 61,27  | 63,94 | 62,78 | 73,26  | 72,25  | 63,88  |

## Флот

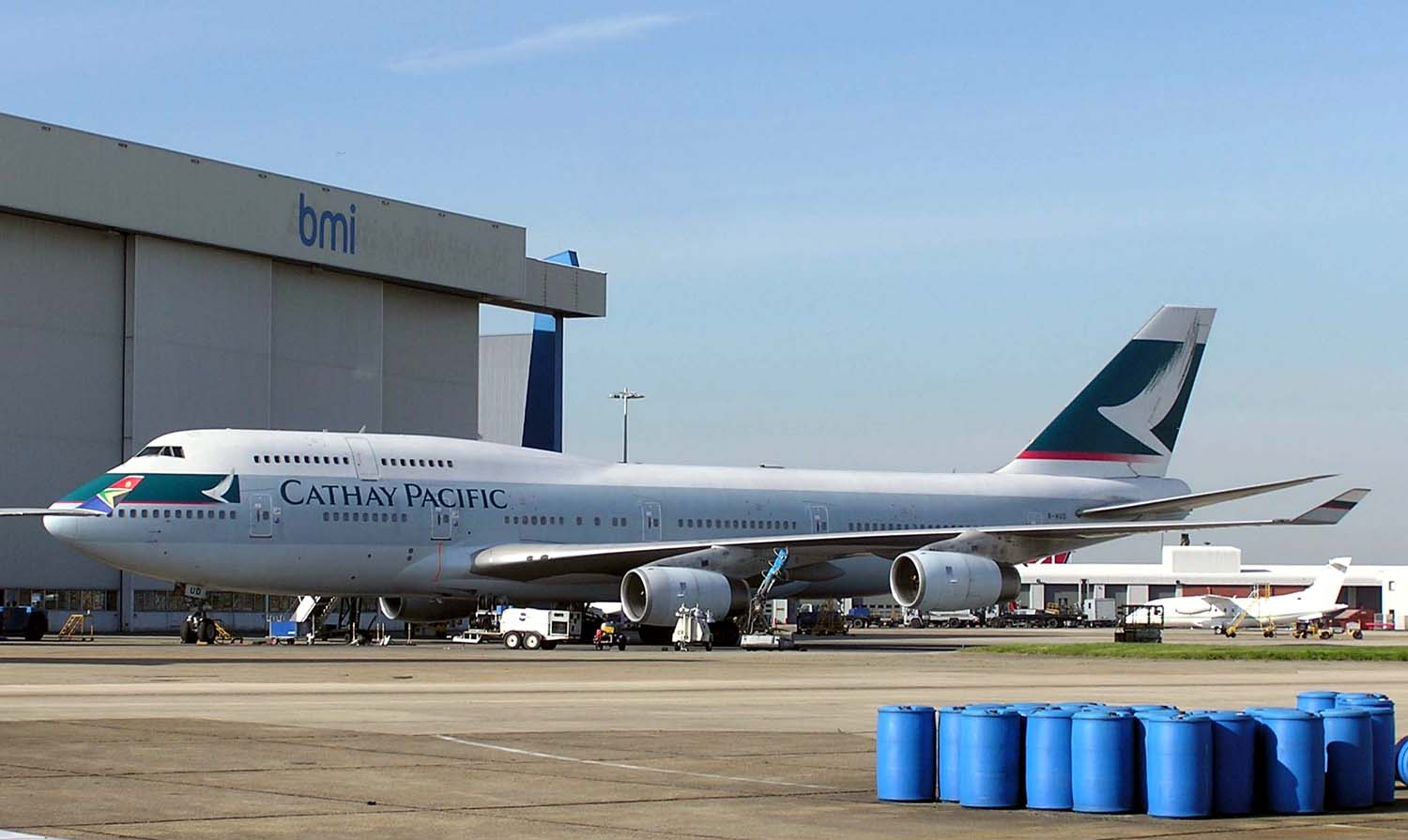
Boeing 747—400 в аэропорту Хитроу

### Пассажирский флот

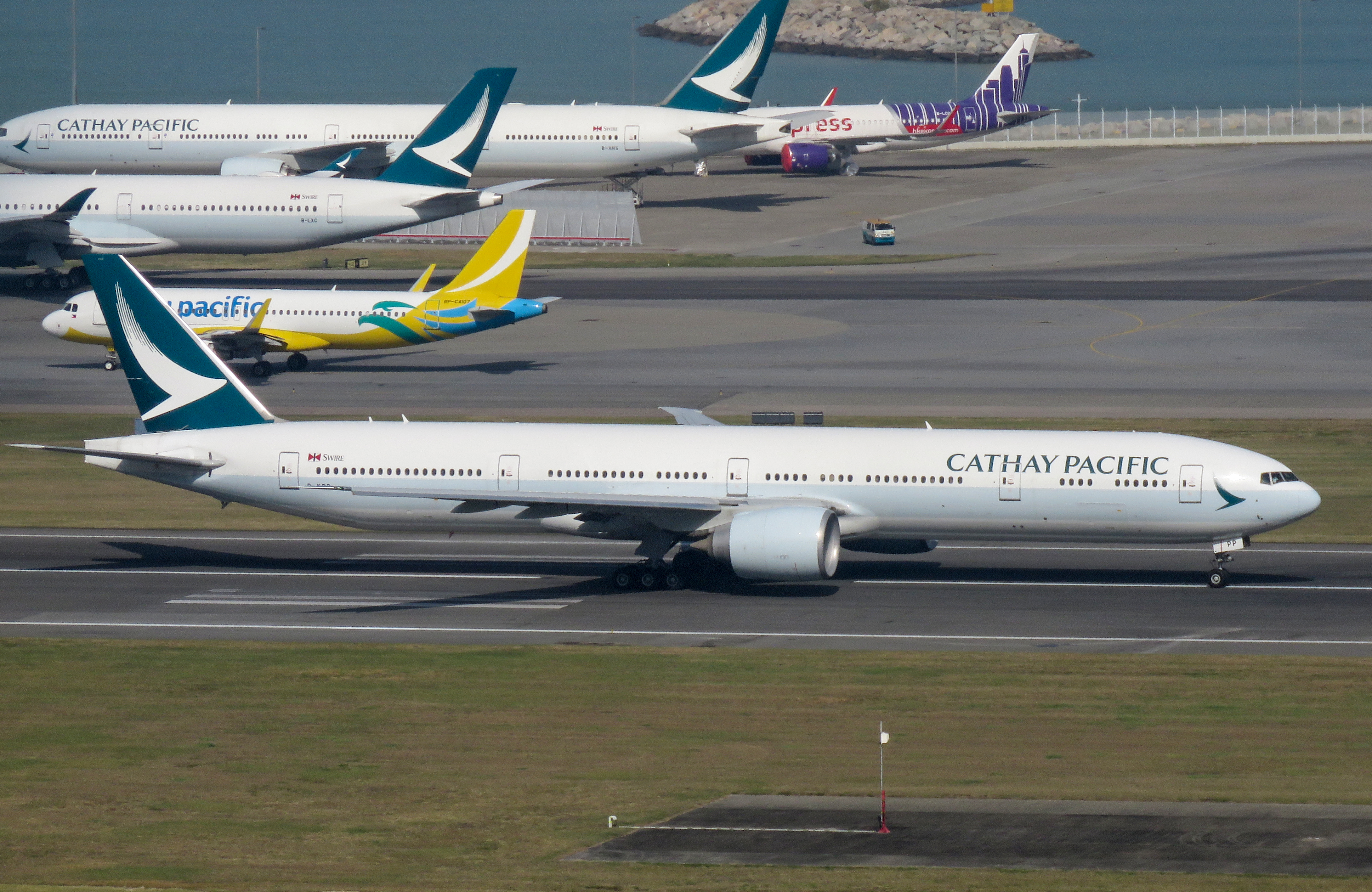
Boeing 777-300ER в аэропорту Гонконга

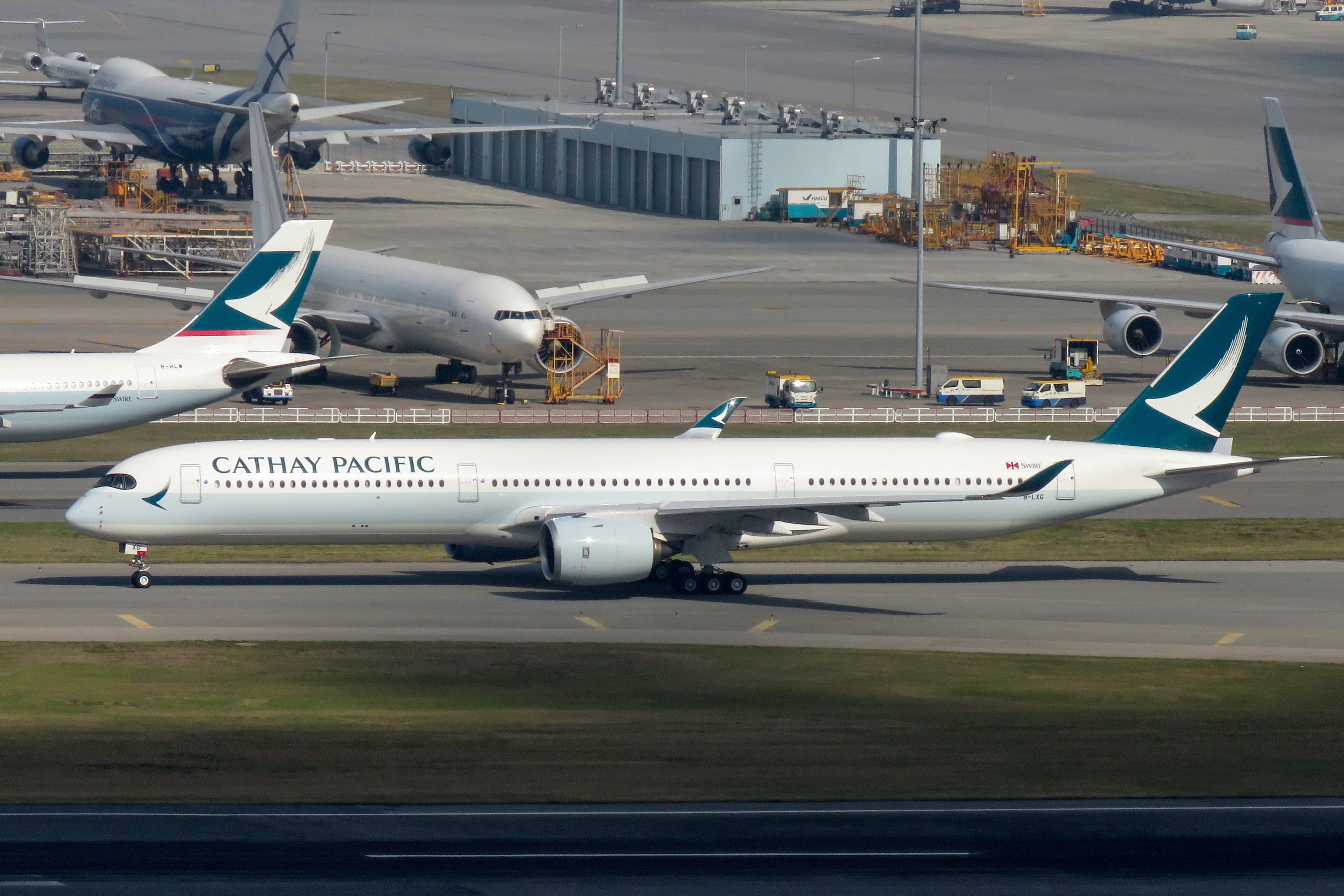
Airbus A350-1000 в аэропорту Гонконга

В июле 2021 года флот Cathay Pacific состоял из 176 самолётов, средний возраст которых 9,7 лет:

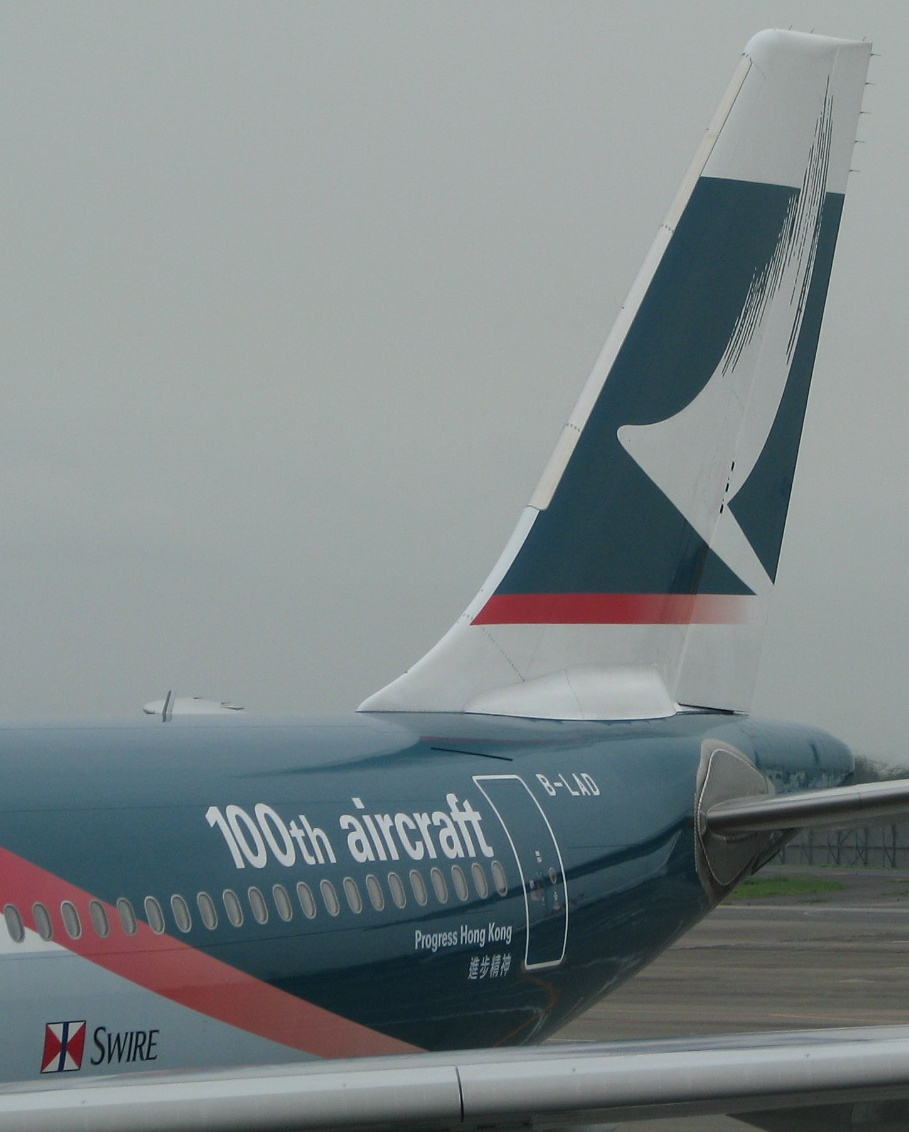
Airbus A330-300 «Прогресс Гонконга»

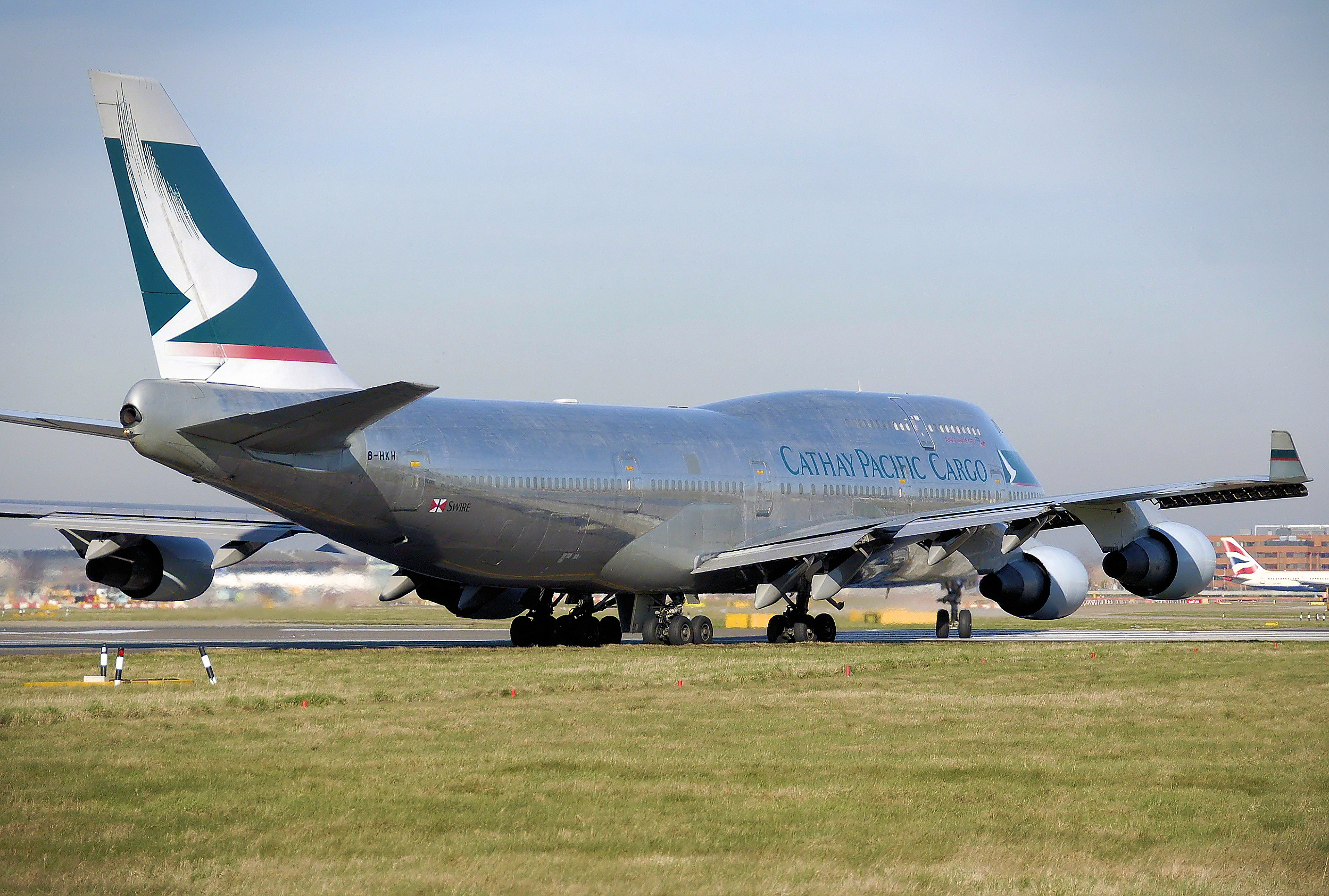
Грузовой Boeing 747-400BCF Cathay Pacific Cargo на ВПП Хитроу.

### Раскраска
На всех самолётах Cathay Pacific находится логотип с текстом маленькими буквами «Asia’s World City Hong Kong». На всех самолётах также есть логотипы Oneworld и Swire Group.

### Ранее использовавшийся

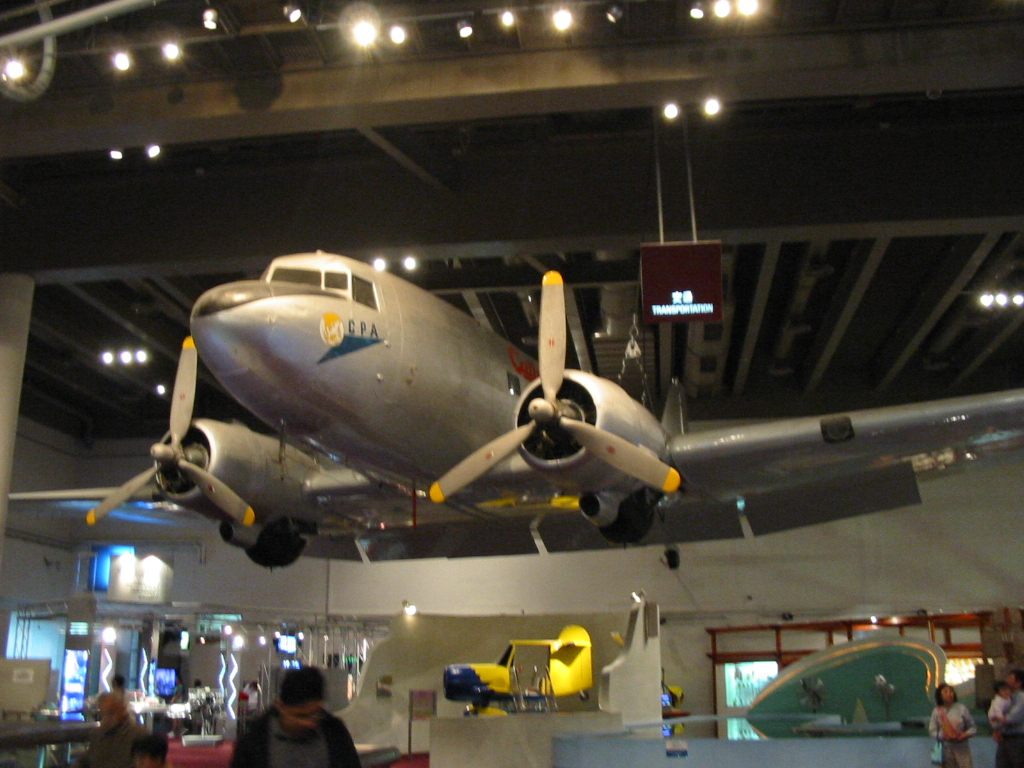
Cathay Pacific «Бетси»

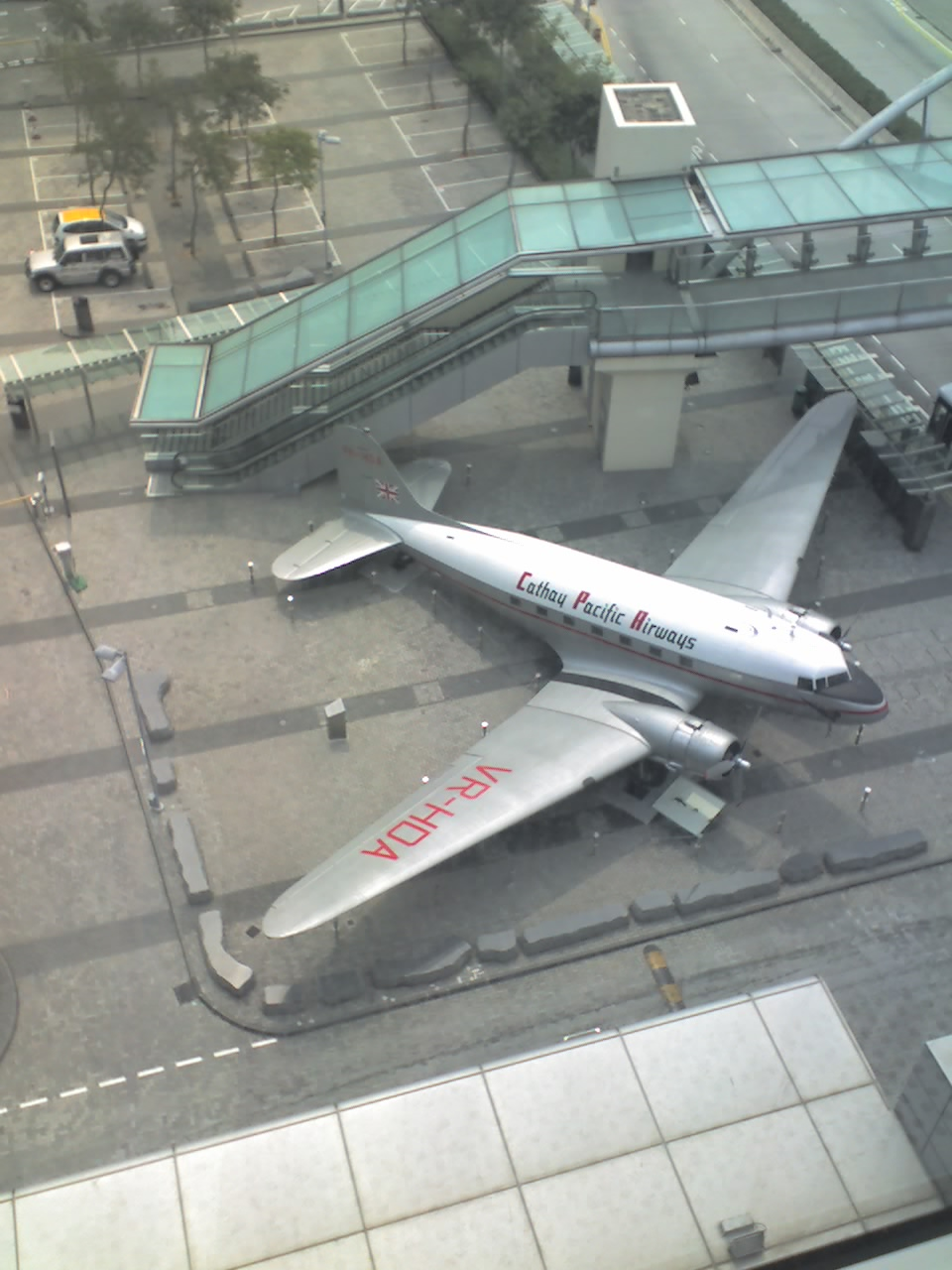
Модель Cathay Pacific «Ники» рядом со штаб-квартирой компании

После своего создания в 1946 году Cathay Pacific была оператором большого количества типов самолётов. Первыми двумя самолётами Cathay Pacific были Douglas DC-3, носившие названия Бетси и Ники. Бетси (VR-HDB), первый самолёт Cathay Pacific, является экспонатом Гонконгского научного музея. Ники (VR-HDA) был утрачен, однако аналогичный DC-3 был приобретён Cathay Pacific, отремонтирован и перекрашен в цвета компании. Этот самолёт, получивший регистрационный номер «Ники» VR-HDA, выставлен на всеобщее обозрение недалеко от штаб-квартиры компании.
В разное время Cathay Pacific эксплуатировала:
- Douglas DC-3
- Avro Anson
- Consolidated PBY Catalina
- Douglas DC-4
- Douglas DC-6
- Lockheed L-188 Electra
- Bristol Britannia (Арендованный у BOAC на несколько месяцев на время ремонта Electra)
- Convair 880
- Boeing 707—320
- Airbus A340-600 (проданы Hainan Airlines)
- Boeing 747-200B[26]
- Boeing 747—300[26]
- Airbus A340-200[26] (арендовано у Philippine Airlines за 3 года до поставки первых A340-300)
- Lockheed L-1011-100 TriStar (один Lockheed-VR-HOI был приобретён у Eastern Air Lines (N318EA) после банкротства последней)

В конце 1980-х-начале 1990-х Cathay Pacific была крупнейшим оператором Lockheed TriStar за пределами США.

## Бонусные программы
Пассажирам Cathay Pacific и Dragonair предлагается сервис двух бонусных программ: «The Marco Polo Club» («The Club») — программа поощрения часто летающих пассажиров и «Asia Miles» — программа поощрения туристических полётов Участники «The Club» автоматически становятся членами программы «Asia Miles».

### Marco Polo Club

Логотип бонусной программы Marco Polo Club

Программа Marco Polo Club имеет четыре уровня участников — «Green» (начальный), «Silver», «Gold» и «Diamond». Для вступления в программу пассажир должен заплатить 35 евро или 50 долларов США. Условия начисления баллов, переходов на более высокие уровни и другие привилегии одинаковы для всех пассажиров авиакомпаний Cathay Pacific, Dragonair и членов глобального авиационного альянса Oneworld. Владельцы высших уровней бонусной программы имеют максимальные привилегии, включая гарантированное место в экономическом классе на любой рейс авиакомпаний группы Cathay, провоз сверхнормативного багажа, приоритет на листе ожидание, внеочередную регистрацию на рейс и доступ в залы повышенной комфортности компаний группы Cathay и её партнёров. Членство в Marko Polo Club прекращается автоматически, если в течение 12 месяцев не совершено никаких действий (полёты, оплаты покупок по картам), либо если пассажир в течение этого периода не набрал минимальное количество баллов, которое указано в условиях членства в бонусной программе.
«Green»
«Green» («Зелёный») — начальный уровень бонусной программы «Marco Polo Club». Владельцы данного уровня имеют право на бесплатное бронирование авиабилетов в течение 24-х часов, регистрацию на рейсы на специально выделенных стойках «Marco Polo», увеличенный размер провоза багажа и приоритетную посадку в самолёт. Для подтверждения уровня пассажиру необходимо набрать 4 «клубных сектора» в течение 12 месяцев.
«Silver»
Переход на уровень «Silver» («Серебряный») происходит при накоплении 30 тысяч «клубных миль» (Club Miles) или 20 «клубных сектора» в течение одного года. Дополнительно к привилегиям уровня «Green» обладатели этого уровня имеют право на ранее резервирование места в пассажирском салоне, приоритет на листе ожидания, регистрация на стойках бизнес-класса, провоз 10 килограмм багажа сверх норматива, приоритет получении багажа и доступ в бизнес-залы при полётах на рейсах авиакомпаний Cathay Pacific и Dragonair. Уровень «Silver» программы полностью соответствует статусу «Ruby» в общей бонусной программе альянса Oneworld, привилегии которого распространяются на всех постоянных и аффилированных членов альянса.
«Gold»

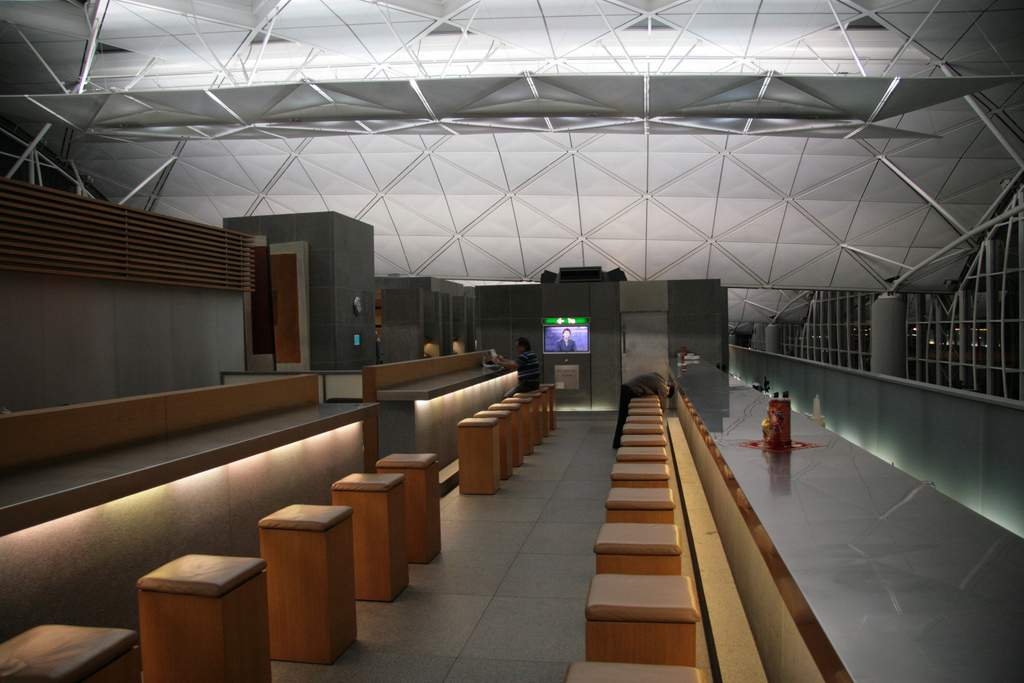
Зал повышенной комфортности The Wing группы Cathay в международном аэропорту Чхеклапкок

При накоплении в течение года 60 тысяч миль или 40 «секторов» участник программы переходит на уровень «Gold» («Золотой»). Дополнительно к привилегиям предыдущего уровня пассажиры получает гарантированное право на место в салоне экономического класса на любом рейсе авиакомпаний Cathay Pacific и Dragonair с бронированием места за 72 часа до вылета, провоз 15 килограмм багажа сверх норматива или одного места багажа любой массы в превышении нормативной, доступ в бизнес-залы аэропортов с ещё одним пассажиром авиакомпаний группы Cathay и в залы повышенной комфортности в зоне прибытия рейсов (для пассажиров, путешествующих рейсами группы Cathay и код-шеринговыми рейсами на самолётах партнёров группы). Уровень «Gold» полностью соответствует статусу «Sapphire» в общей бонусной программе альянса Oneworld, привилегии которого распространяются на всех постоянных и аффилированных членов альянса.
«Diamond»
При накоплении в течение года 120 тысяч миль или 80 «секторов» производится повышение участника до уровня «Diamond» («Бриллиантовый»). Дополнительно к привилегиям золотого уровня пассажиры получают исключительный приоритет на листе ожидания, гарантированное право на место в салонах экономического и бизнес-классов на любом рейсе авиакомпаний группы Cathay с бронированием места за 24 часа до вылета, регистрацию на стойках Первого класса, провоз 20 килограмм багажа сверх норматива или одного места багажа любой массы в превышении нормативной, приоритет пассажиров Первого класса на обработку и выдачу багажа, доступ в залы повышенной комфортности Первого класса с двумя пассажирами, путешествующими рейсами авиакомпаний Cathay Pacific и Dragonair, доступ в залы повышенной комфортности бизнес-класса с двумя пассажирами, путешествующими рейсами любых авиакомпаний. Уровень «Diamond» полностью соответствует статусу «Emerald» в общей бонусной программе альянса Oneworld, привилегии которого распространяются на всех постоянных и аффилированных членов альянса.
«Diamond Plus»
Высший уровень «Diamond Plus» («Бриллиантовый+») бонусной программы предлагается каждый год одному проценту владельцев статуса «Diamond» топ-менеджментом группы Cathay в «знак признания их исключительности, приверженности и вклада в работу авиакомпаний Cathay Pacific и Dragonair». В дополнение к привилегиям предыдущего уровня владелец статуса «Diamond Plus» имеет право дать привилегии «Diamond» своему спутнику (компаньону) и владеет правом доступа с ним в залы Первого класса группы Cathay вне зависимости от того, рейсами какой авиакомпании они путешествуют в настоящий момент. За исключением двух указанных привилегий, уровень «Diamond Plus» полностью соответствует статусу «Emerald» в общей бонусной программе альянса Oneworld, привилегии которого распространяются на всех постоянных и аффилированных членов альянса.

### Asia Miles

Логотип бонусной программы Asia Miles

Бонусная программа Asia Miles охватывает более пятисот партнёров в девяти секторах бизнес: авиаперевозки, гостиницы, финансы и страхование, рестораны, розничная торговля, путешествия, аренда транспорта, телекоммуникационные услуги и экспертное обслуживание. Участники программы также могут зарабатывать мили совершая электронные покупки в сети iShop с широчайшим спектром услуг и торговых марок — от книг и электроники до одежды и других аксессуаров. Члены программы могут тратить мили на приобретение авиабилетов, туристические поездки, билеты на концерты, продукты питания и множество других товаров и услуг. Бонусные баллы действительны в течение трёх лет с момента совершения покупки. Членство в программе бесплатно, участником может статью любой человек возрастом старше двух лет.
В 2001 году продукт «Asia Miles™» получил премию «Лучшая бонусная программа авиакомпаний» от Ассоциации бизнес-путешественников Азиатско-Тихоокеанского региона.

## Кодшеринговые соглашения
Маршрутная сеть Cathay Pacific быстро выросла за счёт кодшеринговых соглашений с компаниями альянса Oneworld и хабов альянса в Международном аэропорту Лос-Анджелеса (American Airlines) и Хитроу (British Airways).
Cathay Pacific также заключила подобные соглашения с железными дорогами Франции TGV.
Кодшеринговые соглашения Cathay Pacific по состоянию на июнь 2007 года:
В конце 2016 года Cathay Pacific имела код-шеринговые соглашения со следующими авиакомпаниями:
- Air Astana[39]
- Air Canada (только на определённых маршрутах)[40]
- Air China
- Air New Zealand
- Air Niugini[41]
- Alaska Airlines
- American Airlines
- Austrian Airlines
- Bangkok Airways
- British Airways
- Brussels Airlines
- Comair
- Fiji Airways
- Finnair
- HK Express (дочерняя)
- Iberia
- Japan Airlines
- LATAM Airlines Group
- Lufthansa[42]
- Malaysia Airlines[43]
- MIAT Mongolian Airlines[44]
- Philippine Airlines
- Qantas[45]
- Qatar Airways[46]
- S7 Airlines
- Shenzhen Airlines
- Swiss International Air Lines
- Vietnam Airlines
- WestJet

## Авиакатастрофы и инциденты
- 24 февраля 1949 года. Экипаж самолёта Douglas C-47A-90-DL (регистрационный VR-HDG), следовавшего регулярным рейсом из Гонконга в Манилу, в условиях плохой видимости попытался прекратить заход на посадку и уйти на второй круг. Лайнер врезался в холм в окрестностях водохранилища Брэмер, погибли все 23 человека на борту[47]
- 16 июня 1948 года гидроплан Мисс Макао, совершавший рейс из Макао в Гонконг, был захвачен четырьмя мужчинами, которые убили пилота после взлёта. Самолёт разбился в Дельте Жемчужной реки около города Чжухай. Двадцать шесть человек погибло, выжил только один человек — лидер террористов. Данное событие было первым захватом коммерческого самолёта в мире.
- 23 июля 1954 года C-54 Skymaster рег. номер VR-HEU, совершавший рейс из Бангкока в Гонконг, был сбит ВВС КНР над Южно-Китайским морем около острова Хайнань. Десять человек погибло, выжило восемь. Cathay Pacific были принесены извинения и выплачена компенсация.
- 5 ноября 1967 года в Гонконге Convair CV-880-22M-3 перелетел полосу аэропорта Каи Так. Три человека погибли, самолёт был списан.
- 15 июня 1972 года в чемодане на борту Convair 880, выполнявшего рейс 700Z из Бангкока в Гонконг, взорвалась бомба. Самолёт упал возле Плейку, Вьетнам. Погибли все 81 человек на борту.
- 13 августа 2010 года. Самолёт Airbus A330-300 (регистрационный B-HLL), регулярный рейс 780 из международного аэропорта имени Джуанды (Сурабая) в Гонконг. В течение всего полёта экипаж боролся с возникавшими проблемами в двигателях лайнера. При заходе на посадку в аэропорту назначения пилоты не смогли в полной мере контролировать тягу двигателей, в результате чего лайнер совершил приземление на высокой скорости и получил значительные повреждения. Расследованием установлена причина инцидента, состоявшая в заправке самолёта некачественным топливом в аэропорту Сурабаи[48].

Основная статья: Инцидент с A330 в Гонконге

## Дочерние компании
Основные дочерние компании и партнёрства на конец 2018 года:
- AHK Air Hong Kong Limited (Гонконг, грузовые авиаперевозки, 100 %)
- Airline Property Limited (Гонконг, инвестиции в недвижимость, 100 %)
- Airline Stores Property Limited (Гонконг, инвестиции в недвижимость, 100 %)
- Airline Training Property Limited (Гонконг, инвестиции в недвижимость, 100 %)
- Asia Miles Limited (Гонконг, бонусная программа, 100 %)
- Cathay Holidays Limited (Гонконг, туристический оператор, 100 %)
- Cathay Pacific Aero Limited (Гонконг, финансовые услуги, 100 %)
- Cathay Pacific Aircraft Lease Finance Limited (Гонконг, лизинг авиатранспорта, 100 %)
- Cathay Pacific Aircraft Services Limited (остров Мэн, покупка авиатранспорта, 100 %)
- Cathay Pacific Catering Services (H.K.) Limited (Гонконг, обслуживание на борту, 100 %)
- Cathay Pacific MTN Financing Limited (острова Кайман, финансовые услуги, 100 %)
- Cathay Pacific Services Limited (Гонконг, грузовой терминал, 100 %)
- Deli Fresh Limited (Гонконг, приготовление пищи и обслуживание на борту, 100 %)
- Global Logistics System (HK) Company Limited (Гонконг, компьютерная сеть для сопровождения грузовых перевозок, 100 %)
- Guangzhou Guo Tai Information Processing Company Limited (КНР, обработка информации, 100 %)
- Hong Kong Airport Services Limited (Гонконг, авиационные трапы, 100 %)
- Hong Kong Aviation and Airport Services Limited (Гонконг, инвестиции в недвижимость, 100 %)
- Hong Kong Dragon Airlines Limited (Гонконг, авиакомпания, 100 %)
- Troon Limited (Бермудские острова, финансовые услуги, 100 %)
- Vogue Laundry Service Limited (Гонконг, прачечная, 100 %)
- Air China Cargo Co., Ltd. (КНР, грузовые авиаперевозки, 25 %)
- Air China Limited (КНР, авиакомпания, 18 %)
- Cebu Pacific Catering Services Inc. (Филиппины, обслуживание на борту, 40 %)
- China Pacific Catering Services Limited (Тайвань, обслуживание на борту, 49 %)
- Ground Support Engineering Limited (Гонконг, наземные службы, 50 %)
- HAECO ITM Limited (Гонконг, обслуживание технических средств, 30 %)
- LSG Lufthansa Service (Гонконг, обслуживание на борту, 32 %)
- Shanghai International Airport Services Co., Limited (КНР, наземные службы, 25 %)
- Vehicle Engineering Services Limited (Гонконг, ремонт транспортных средств, 50 %)